# Tenomerga japonica
Tenomerga japonica is een keversoort uit de familie Cupedidae. De wetenschappelijke naam van de soort is voor het eerst geldig gepubliceerd in 1928 door Tamanuki.